# Ossenx
Ossenx is een gemeente in het Franse departement Pyrénées-Atlantiques (regio Nouvelle-Aquitaine) en telt 42 inwoners (2009). De plaats maakt deel uit van het arrondissement Oloron-Sainte-Marie.

## Geografie
De oppervlakte van Ossenx bedraagt 4,0 km², de bevolkingsdichtheid is dus 10,5 inwoners per km².
De onderstaande kaart toont de ligging van Ossenx met de belangrijkste infrastructuur en aangrenzende gemeenten.

## Demografie
Onderstaande figuur toont het verloop van het inwonertal (bron: INSEE-tellingen).